# Gurjão
Gurjão là một đô thị thuộc bang Paraíba, Brasil. Đô thị này có diện tích 343,21 km², dân số năm 2007 là 2985 người, mật độ 8,7 người/km².